# Baselproblemet
Baselproblemet er et problem i matematisk analyse relevant til talteori. Pietro Mengoli formulerede problemet i 1650 og blev siden løst af Leonhard Euler i 1734. Baselproblemet spørger efter en præcis sum af reciprokkerne af kvadraterne af de naturlige tal, dvs. den præcise sum af:
{\displaystyle \sum _{n=1}^{\infty }{\frac {1}{n^{2}}}={\frac {1}{1^{2}}}+{\frac {1}{2^{2}}}+{\frac {1}{3^{2}}}+\dots }
Man kan numerisk tilnærme sig denne værdi (ca. 1.644934), dog spørger problemet om den præcise sum af serien samt et matematisk bevis for summens korrekthed. Euler fandt summen til {\displaystyle {\frac {\pi ^{2}}{6}}} og offentliggjorde sit resultat i 1735.